# Юксель, Никола-Шалон дю Бле
Никола-Шалон дю Бле (фр. Nicolas-Chalon du Blé; 24 января 1652, Шалон-сюр-Сон — 10 апреля 1730, Париж), маркиз д'Юксель (Huxelles), сеньор де Корматен — французский военачальник и дипломат, маршал Франции, президент Совета иностранных дел в эпоху Регентства.

## Биография
Второй сын Луи-Шалона дю Бле, маркиза д'Юкселя, и Мари де Байёль.
Первоначально носил титул графа де Тенара, предназначался к церковной карьере и был аббатом Бюсьера. После смерти старшего брата 20 августа 1669 унаследовал титул маркиза д'Юкселя. 30 сентября того же года в Шамборе был назначен на ставшие вакантными должности генерального наместника Бургундии в департаменте Шалоннуа и губернатора Шалона.
Поступил на службу в 1671 году и 15 октября стал прапорщиком пехотного полка Дофина. Кампанию 1672 года проделал в армии короля в Голландии. 3 июня стал капитаном в полку Дофина, в тот же день был при взятии Орсуа, 6-го при взятии Рейнберга, 12-го участвовал в переправе через Рейн, во взятии Утрехта 20-го и Дуйсбурга 21-го. Экзант королевской гвардии (1673), был при взятии Маастрихта 29 июня. Патентом от 30 октября набрал пехотный полк своего имени (позднее Омона).
В 1674 году принимал участие в завоевании Франш-Конте. 2 июня, по смерти маркиза де Берингена, получил должность подполковника в полку Дофина. В начале следующего года сложил командование своим полком; служил при осаде Лимбурга, сдавшегося 21 июня. В 1676 году участвовал в осадах Конде, взятого измором 26 апреля, Бушена, капитулировавшего 11 мая, и Эра, взятого 31 июля.
Бригадир пехоты (25.02.1677), служил во Фландрской армии при осаде Валансьена, взятого королем 17 марта, Камбре, сдавшегося 5 апреля (цитадель 17-го). 17 октября был назначен на зиму командующим в Касселе. В 1678 году участвовал в осадах Гента, сдавшегося королю 9 марта (замок 12-го), Ипра, взятого 25-го, и в битве при Сен-Дени под Монсом 14 августа. Под командованием маршала Креки 30 июня 1679 участвовал в бою с бранденбуржцами в полутора лье от Миндена, форсировав ретраншементы генерала Шпаена, пытавшегося задержать французов.
18 ноября 1681 был назначен генеральным инспектором пехоты. Кампмаршал (30.03.1683), в ноябре участвовал в осаде Куртре, где затем командовал гарнизоном, а в декабре в бомбардировке Люксембурга маршалом Креки.
25 марта 1686 был назначен командовать Ментенонским лагерем, составленным из 24 батальонов, в мае сложил должность инспектора. Генерал-лейтенант армий короля (24.08.1688), служил в Германской армии Монсеньора, участвовал в осаде Филиппсбурга, сдавшегося 29 октября, и был там ранен. 31 декабря был пожалован в рыцари орденов короля.
6 марта 1689 был назначен командующим в Майнц, который 30 мая обложило стотысячное  войско герцога Лотарингского. Маркиз продержался в осаде семь недель, часто устраивая вылазки и регулярно нанося противнику потери. Бывало, что осажденные производили по три вылазки за день, с промежутками в два часа. Из-за этого противодействия атака имперцев, потерявших пять тысяч человек, достигла прикрытого пути только 6 сентября. Испытывавший нехватку оружия и пороха, маркиз капитулировал 8-го.
13 марта 1690 маркиз д'Юксель был назначен командующим в Люксембурге в отсутствие маршала Катина, а 16 апреля получил должность командующего в Эльзасе, вакантную по смерти барона де Монклара, и сохранил этот пост до своей смерти. В 1691 году служил в Германской армии маршала Лоржа, державшейся в обороне. 17 сентября 1692 под началом того же командующего содействовал атаке шеститысячного немецкого отряда близ Пфорцхайма. В 1693-м в армии маршалов Лоржа и Шуазёля был при взятии Гейдельберга 21 мая (замок 23-го), затем с отрядом из 18 сотен кавалерии и пятисот драгун отправился рекогносцировать Хоэнашперг. Жители этого места открыли французам ворота и маркиз оставил там 150 драгун в качестве гарнизона.
В 1694—1695 годах служил в армии маршалов Лоржа и Жуайёза, не предпринимавших активных действий. В феврале 1694 сложил командование полком Дофина, а 20 декабря получил вновь созданную должность генерального директора пехоты. В 1696—1697 годах служил под командованием маршала Шуазёля, оборонявшего границу от имперцев. 10 апреля 1699 был назначен командовать лагерем под Ландау.
21 июня 1701 был направлен в Германскую армию герцога Бургундского и маршала Вильруа, державшихся в обороне, а 8 мая 1702 поступил под командованием маршала Катина, также ничего не предпринимавшего. 14 января 1703 в Версале был назначен маршалом Франции и 6-го принес присягу, отказавшись от генеральной дирекции.
По словам герцога де Сен-Симона, Юксель, рано потерявший отца и поссорившийся с матерью, воспитывался у своих родственников Берингенов, относившихся к нему как к сыну и содействовавших его продвижению по службе. Пользовался протекцией маркиза де Лувуа, «коему обо всем докладывал». Чтобы приблизить Юкселя к королю, Лувуа добился для него командования «злосчастным Ментенонским лагерем, где бессмысленные работы погубили пехоту и где было запрещено говорить о больных и, тем более, об умерших». Близость к Лувуа обеспечила Юкселю стремительную карьеру, а в 1688 году министр выхлопотал для него орден Святого Духа.
Сен-Симон утверждает, что Лувуа дал Юкселю должность командующего в Эльзасе с резиденцией в Страсбурге в пику губернатору этого города маркизу де Шамийи. До 1710 года Юксель почти постоянно жил в Страсбурге, «скорее как король, чем как главнокомандующий эльзасской армией, участвовал во всех кампаниях на Рейне в качестве генерал-лейтенанта, однако пользовался при этом особыми отличиями и  
знаками внимания», затем перебрался в столицу, где через Берингенов и герцога дю Мена сумел получить доступ к мадам де Ментенон, а через мадемуазель Шуэн втерся в доверие к дофину.
Характеристику Юкселю Сен-Симон дает пространную и крайне нелицеприятную:

Это был высокий, довольно толстый и нескладный человек с медлительной, словно волочащейся походкой, с крупным, в красных прожилках, но довольно приятным лицом, казавшимся нахмуренным из-за кустистых бровей, из-под которых сверкали маленькие, живые глаза, от взгляда коих ничто не могло ускользнуть. Всем своим обликом он напоминал грубых и неотесанных торговцев волами. Ленивый, вечно алчущий плотских наслаждений, ежедневной изысканной и обильной пищи, греческого распутства, склонность к коему он даже не давал себе труда скрывать, и, заманивая молодых офицеров, склонял их к сожительству, не говоря уже о прекрасно сложенных лакеях (все это он проделывал, совершенно не таясь, и в армии, и в Страсбурге); высокомерный со всеми — с товарищами, с достойнейшими людьми и даже со своими генералами — он с видом величайшей лени оставался сидеть при их появлении, не считая нужным встать для приветствия; он редко бывал у командующего и во время кампании почти никогда не садился на лошадь; готовый льстить, унижаться и заискивать перед теми, кого он опасался или от кого ждал каких-либо благ, он безжалостно попирал всех прочих — вот почему общество у него собиралось смешанное, а порой и весьма немногочисленное. Его большая голова под большим париком, молчаливость, изредка нарушаемая лишь несколькими словами, своевременно появляющаяся на лице улыбка, вид властный и значительный, коим он был более обязан своей внешности и должности, чем самому себе, но особенно эта тяжеловесная голова, осененная обширным париком, создали ему репутацию серьезного и умного человека, коему, однако, более пристало позировать в качестве такового Рембрандту, чем быть советчиком в важном деле. Робкий умом и сердцем, распутный душой и телом, ревнивый, завистливый, идущий к цели, не смущаясь средствами, лишь бы сохранялась видимость честности и мнимой добродетели, сквозь которую просвечивала его подлинная сущность, в случае крайней нужды становившаяся явной; обладая умом и некоторой начитанностью, но не слишком образованный, он отнюдь не был истинным военным, хотя на словах мог иногда показаться таковым. За что бы он ни брался, он везде создавал трудности и никогда не находил из них выхода. Ловкий, хитрый, исключительно скрытный, корыстный в дружбе, любивший только самого себя, не способный кому-либо помогать, вечно занятый происками и придворными интригами, но под маской самого лукавого простодушия, каковое мне когда-либо случалось видеть; большая, надвинутая на глаза шляпа с опущенными полями, серый камзол, который он изнашивал до дыр, никаких золотых украшений, кроме пуговиц, всегда наглухо застегнутых, так что не было видно даже кончика голубой ленты Ордена Святого Духа, скрываемого париком; он всегда выбирал окольные пути, ничего не делал открыто и никогда не отрезал себе пути к отступлению; он был рабом общественного мнения и ни о ком никогда не говорил доброго слова.— Сен-Симон. Мемуары. 1701—1707. Кн. I. — М., 2016. — С. 337—338
Неудачные происки маркиза при дворе привели к тому, что, «погруженный в мрачное и агрессивное уныние, он прожил несколько месяцев в уединении, допуская к себе лишь Берингена, да и то неохотно, и лишь надежда принять участие в мирных переговорах вернула ясность его уже помутившемуся было рассудку».
В 1710 году вместе с кардиналом Полиньяком Юксель был направлен полномочным министром на Гертруйденбергскую мирную конференцию в Брабант, но после пяти месяцев безрезультатных переговоров вернулся во Францию. 4 марта 1713 в Версале получил новое назначение — на Утрехтский конгресс, где в апреле подписал мирный договор.
14 ноября 1713 получил губернаторство в Эльзасе, вакантное по смерти герцога Мазарини. 8 января 1715, после смерти маркиза де Шамийи, стал губернатором Страсбурга, 23 сентября того же года президентом Совета иностранных дел (главой ведомства иностранных дел в системе Полисинодии), 19 марта 1718 членом Регентского совета. Находился в оппозиции внешней политике регента и лишь под нажимом согласился ратифицировать подписанный 2 августа 1718 договор Четверного альянса. 1 сентября был заменен в качестве президента аббатом Дюбуа, а вскоре и сам Совет был упразднен.
На церемонии коронации Людовика XV 25 октября 1722 маркиз держал длань справедливости.
25 сентября 1726 кардинал Флёри назначил Юкселя государственным министром и членом Государственного совета. В декабре 1729 маркиз вышел в отставку, в марте 1730 отказался от генерального наместничества в Шалоннуа. Был холост.